# JSTL
JavaServer Pages Standard Tag Library (JSTL) è una libreria inclusa come componente della piattaforma software di sviluppo per applicazioni web Java EE. È un'estensione di JSP ed incorpora un insieme di tag HTML definiti tramite file XML e programmati in linguaggio Java. Questa libreria è stata prodotta da società di sviluppo software quali la Sun Microsystems, utilizzabili per la creazione di JavaServer Pages. In alternativa alle librerie di tag standard si possono creare librerie di tag personalizzati, chiamate Custom Tag Library
Il vantaggio della creazione di tag standard, analogamente a quanto avviene nelle funzioni di libreria, è quello di definire dei comportamenti univoci dello stesso tag in contesti diversi eliminando la necessità di definire degli scriptlet (applet fatte con un linguaggio di scripting) all'interno delle pagine, ottenendo anche l'ulteriore vantaggio di distinguere il compito dello sviluppatore Java da quello del web designer.
L'ultima versione disponibile è la 1.2, distribuita l'8 maggio 2006.